# 야세르 아라파트 국제공항
야세르 아라파트 국제공항(아랍어: مطار ياسر عرفات الدولي 영어: Maṭār Yāsir 'Arafāt ad-Dawli IATA: GZA, ICAO: LVGZ) 은 팔레스타인 가자지구에 있는 국제공항이다. 인근 라파 시와 인접해 있으며 1998년에 개항하였고, 2001년 이스라엘군의 침입으로 인해 활주로와 관제탑이 파손되어 공항이 폐쇄되었다. 지도자 야세르 아라파트의 이름으로부터 유래되었으며 가자 국제공항이라고도 부른다.

## 역사
팔레스타인 자치정부가 설립된 이래로 이집트, 사우디아라비아, 스페인, 독일, 일본으로부터 8600만불의 자금원조를 받아 지어진 공항이다. 1998년 11월에 개항하여 팔레스타인 자치 정부가 관리하고 이스라엘이 운영을 담당하였다. 첫 개항당시 이집트발 항공기가 도착하였으며 차후 요르단, 모로코, 키프로스, 일본행 항공기가 취항될 예정이었지만, 2000년 제2차 팔레스타인 민중봉기가 발생하여 이스라엘과 팔레스타인간의 분쟁도중 파괴되었다.

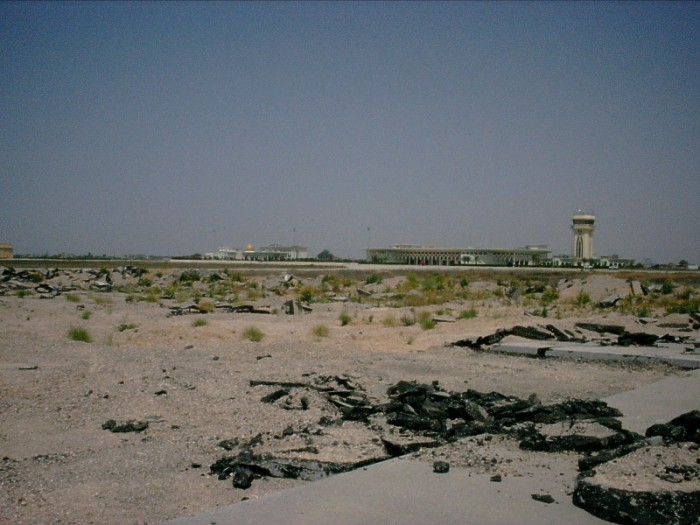
공항1
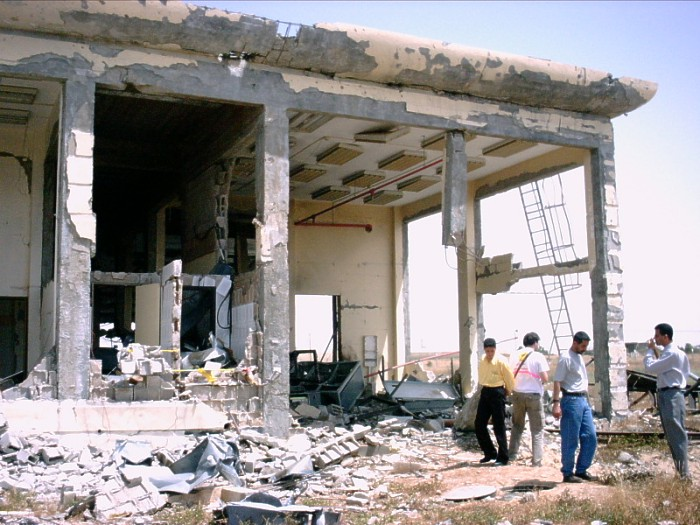
공항2
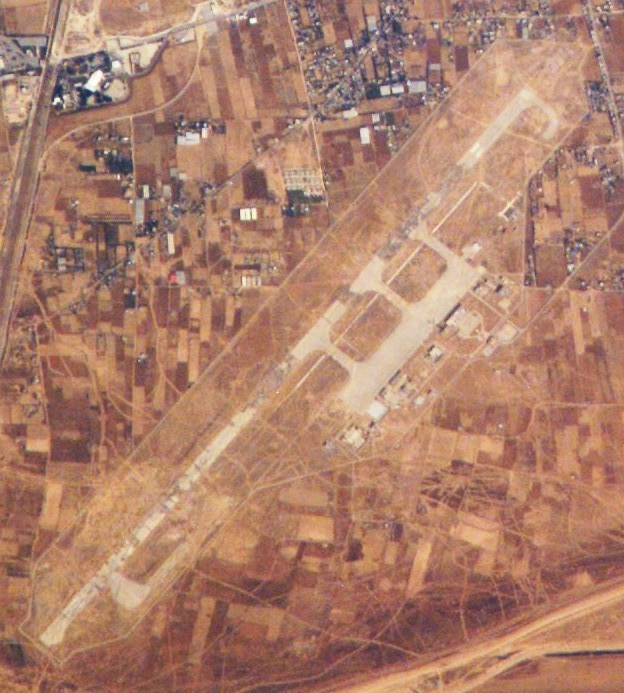
위성사진

## 같이 보기
- 팔레스타인
- 가자 지구